# Diamond Tour 2018
La 5e édition du Diamond Tour a eu lieu le 10 juin 2018. Elle fait partie de la Lotto Cycling Cup 2018 et du calendrier UCI en catégorie 1.1. 

## Parcours
Le parcours est constitué d'un grand tour de 22,5 km, suivi de huit tours de 14,4 km.

## Équipes
| Équipes féminines professionnelles (7)- Doltcini-Van Eyck Sport - Experza-Footlogix - Health Mate-Cyclelive Team - Hitec Products-Birk Sport - Lotto Soudal Ladies - Parkhotel Valkenburg-Destil - Valcar PBM Équipes nationales (3)- Belgique - Grande-Bretagne - Danemark Équipe amateur- Centre mondial du cyclisme Équipe féminines amateur (18)- Autoglas Wetteren - Loving potatoes-de Jonge Renner - Equano-Wase Zon - Hoop Op Zegen Beveren - Isorex - Jan van Arckel - Jos Feron Lady Force - Keukens Redant - Maaslandster Veris CCN - Memorial Santos-Fupep - NJC-Biemme-Echelon - Onform - Rytger - Swaboladies.nl - Team Stuttgart - Vélo Sprint Bouchain - Wielerclub de sprinters Malderen - YRDP Fred Whitton Challenge |
| |

## Récit de la course
La course se conclut au sprint.

## Classements

### Classement final
| \| Classement général \| Classement général \| Classement général \| Classement général \| Classement général \| \| Coureuse \| Coureuse \| Pays \| Équipe \| Temps \| \| ------------------ \| ------------------------- \| ------------------ \| -------------------------- \| ------------------ \| \| 1re \| Janine van der Meer \| Pays-Bas \| Health Mate-Cyclelive Team \| 3 h 29 min 26 s \| \| 2e \| Kathrin Schweinberger \| Autriche \| Health Mate-Cyclelive Team \| + 0 s \| \| 3e \| Chiara Consonni \| Italie \| Valcar PBM \| + 0 s \| \| 4e \| Ilaria Sanguineti \| Italie \| Valcar PBM \| + 0 s \| \| 5e \| Lotte Kopecky \| Belgique \| Lotto Soudal Ladies \| + 0 s \| \| 6e \| Teniel Campbell \| Trinité-et-Tobago \| Centre mondial du cyclisme \| + 0 s \| \| 7e \| Silvia Persico \| Italie \| Valcar PBM \| + 0 s \| \| 8e \| Nina Kessler \| Pays-Bas \| Hitec Products-Birk Sport \| + 0 s \| \| 9e \| Pascale Jeuland-Tranchant \| France \| Doltcini-Van Eyck Sport \| + 0 s \| \| 10e \| Bryony van Velzen \| Pays-Bas \| Doltcini-Van Eyck Sport \| + 0 s \| |                           |                   |                            |                 |
| |                           |                   |                            |                 |
| Source : ProCyclingStats |                           |                   |                            |                 |
| Classement général |                           |                   |                            |                 |
| Coureuse | Coureuse                  | Pays              | Équipe                     | Temps           |
| 1re | Janine van der Meer       | Pays-Bas          | Health Mate-Cyclelive Team | 3 h 29 min 26 s |
| 2e | Kathrin Schweinberger     | Autriche          | Health Mate-Cyclelive Team | + 0 s           |
| 3e | Chiara Consonni           | Italie            | Valcar PBM                 | + 0 s           |
| 4e | Ilaria Sanguineti         | Italie            | Valcar PBM                 | + 0 s           |
| 5e | Lotte Kopecky             | Belgique          | Lotto Soudal Ladies        | + 0 s           |
| 6e | Teniel Campbell           | Trinité-et-Tobago | Centre mondial du cyclisme | + 0 s           |
| 7e | Silvia Persico            | Italie            | Valcar PBM                 | + 0 s           |
| 8e | Nina Kessler              | Pays-Bas          | Hitec Products-Birk Sport  | + 0 s           |
| 9e | Pascale Jeuland-Tranchant | France            | Doltcini-Van Eyck Sport    | + 0 s           |
| 10e | Bryony van Velzen         | Pays-Bas          | Doltcini-Van Eyck Sport    | + 0 s           |

### Points UCI
| Position           | 1er | 2e | 3e | 4e | 5e | 6e | 7e | 8e | 9e | 10e | 11e | 12e | 13e à 15e | 16e à 25e |
| Classement général | 125 | 85 | 70 | 60 | 50 | 40 | 35 | 30 | 25 | 20  | 15  | 10  | 5         | 3         |

## Organisation
Le directeur de la course est Dirk Dillen.

### Primes
L'épreuve attribue les primes suivantes :
| Position | 1er   | 2e    | 3e    | 4e    | 5e    | 6e    | 7e    | 8e    | 9e    | 10e  |
| Prix     | 380 € | 330 € | 270 € | 170 € | 150 € | 140 € | 130 € | 120 € | 110 € | 60 € |

Las places de onze à vingt 60 €.